# Detective Story (1951)
Detective Story is een Amerikaanse film noir uit 1951 onder regie van William Wyler. Het scenario is gebaseerd op het gelijknamige toneelstuk uit 1949 van de Amerikaanse toneelschrijver Sidney Kingsley. De film werd genomineerd voor vier Oscars.

## Verhaal
Een afdeling van de New Yorkse recherche doet zijn best om een overvloed aan misdrijven op te lossen. De film volgt het leven van verschillende misdadigers.

## Rolverdeling
| Acteur          | Personage          |
| --------------- | ------------------ |
| Kirk Douglas    | Jim McLeod         |
| Eleanor Parker  | Mary McLeod        |
| William Bendix  | Lou Brody          |
| Cathy O'Donnell | Susan Carmichael   |
| George Macready | Dr. Karl Schneider |
| Lee Grant       | Winkeldief         |
| Horace McMahon  | Lt. Monaghan       |
| Gladys George   | Juffrouw Hatch     |
| Joseph Wiseman  | Charly Gennini     |
| Craig Hill      | Arthur Kindred     |
| Michael Strong  | Lewis Abbott       |
| Gerald Mohr     | Tami Giacoppetti   |
| Frank Faylen    | Gallagher          |